# 中冨博隆
中冨 博隆（なかとみ ひろたか、1937年2月6日 - 2021年8月16日）は、日本の経営者。久光製薬社長、会長を務めた。

## 経歴
佐賀県出身。1962年に慶應義塾大学法学部法律学科を卒業し、1966年に久光製薬に入社。1975年4月に取締役に就任し、1979年5月に常務を経て、1981年5月に社長に就任。2015年5月には社長を息子の中冨一栄に譲り、自身は会長に就任。日本赤十字社理事、慶應義塾大学評議員も務めた。
2019年5月に旭日小綬章を受章。
2021年8月16日老衰のために死去。84歳没。
NHKの朝ドラ「ひよっこ」の登場人物の一人・島谷純一郎の人物設定が完全に同一で、地元では「島谷のモデルは中富会長の青年時代では」と話題になった。